# Brave (navegador)
Brave é um navegador web livre e de código aberto desenvolvido pela Brave Software, Inc. O navegador é atualmente o único que adota o modelo de negócio pay-to-surf, bloqueando anúncios e rastreadores de sites. O navegador, baseado no Chromium, recompensa seus usuários por utilizá-lo, fazendo o pagamento através da criptomoeda BAT (Basic Attention Token).
Desde 2018, o Brave suporta Windows, macOS, Linux, Android e iOS. A versão atual possui cinco motores de busca por padrão, incluindo seu parceiro DuckDuckGo.

## Modelo de negócio
O Brave permite que os usuários suportem os sites que visitam usando BAT. Os usuários podem ganhar BAT assistindo anúncios ou acrescentando fundos à sua carteira BAT. Os usuários recebem 70% da receita gerada. Os 30% restantes são divididos entre o Brave e o publicador do anúncio.
Em uma versão de teste do navegador, o Brave fornece publicidade online analisando o histórico de navegação anonimizado dos usuários.
A plataforma de troca de anúncios Basic Attention Token da Brave Software recebeu investimento da Danhua Capital, Digital Currency Group, Foundation Capital, Founders Fund, Huiyin Blockchain Venture, Pantera Capital e Propel Venture Partners. Originalmente incorporada em Delaware como Hyperware Labs, Inc. em 2015, eles posteriormente mudaram seu nome para Brave Software, Inc. e registraram-se na Califórnia, onde a empresa está sediada.

### Programa de afiliados
Em junho de 2020, um usuário do Twitter mostrou que o Brave inseria códigos de programa de afiliados quando usuários navegavam ao site da Binance. Mais tarde foi demonstrado que o mesmo ocorria em outros sites de criptomoedas. O CEO do Brave disse que o caso "foi um erro" e que "estava sendo corrigido".
Dois dias depois, o Brave lançou uma nova versão tornando o programa de afiliados opt-in, além de um post em seu blog desculpando-se.

### VPN
O Brave oferece um firewall e VPN junto do seu navegador, para desktop, iOS e Android, utilizando o serviço da Guardian VPN para tal.
Em outubro de 2023, foi reportado que o navegador do Brave estava instalando um serviço de VPN pago nos computadores de usuários Windows, sem seu consentimento. Os desenvolvedores afirmaram que removeriam a funcionalidade, mantendo-a somente para usuários que ativaram e assinaram o serviço de VPN.

## História
Brave é desenvolvido pela Brave Software, fundada em 28 de maio de 2015 pelo CEO Brendan Eich e o CTO Brian Bondy. Em 20 de janeiro de 2016, a Brave Software lançou a primeira versão do Brave com um recurso parcial de bloqueio de anúncios e anunciou planos para um recurso de substituição de anúncios e um programa de participação nos lucros.
Em junho de 2018, a Brave lançou uma versão de teste de pagamento para navegação do navegador. Esta versão do Brave é pré-carregada com aproximadamente 250 anúncios e envia um registro detalhado da atividade de navegação do usuário para a Brave, para o propósito de curto prazo de testar essa funcionalidade. Brave anunciou que os testes expandidos se seguirão. Mais tarde naquele mês, o Brave adicionou suporte ao Tor no modo de navegação privada do seu navegador desktop. Em dezembro do mesmo ano, Brave apela a boicotar o Google em relação às suas práticas de publicidade.
Em novembro de 2019, a Brave lançou a Brave Ads, uma rede de anúncios que devolve 70% da receita aos utilizadores. Os clientes de publicidade incluíam os parceiros da empresa como a Vice, Home Chef, ConsenSys, eToro e outros.
Em outubro de 2020, a Brave tornou-se o navegador com melhor classificação na Google Play Store. Em novembro de 2020, a Brave relatou ter 20 milhões de utilizadores mensais e um milhão de usuários ativos diariamente e em fevereiro de 2021 ultrapassou a marca de 25 milhões de usuários ativos mensais.
Em janeiro de 2021, a Brave integrou a Ecosia como uma de suas opções de mecanismo de pesquisa.
Em março de 2021, a Brave adquiriu o Tailcat, um mecanismo de pesquisa desenvolvido pela Cliqz.

## Recepção da crítica
TechCrunch, Computerworld, e Engadget chamaram os planos de substituição de anúncios do Brave "controversos".
Em janeiro de 2016, em reação ao anúncio inicial da Brave Software, Sebastian Anthony, da Ars Technica, descreveu o Brave como um "cash-grab" e um double dip. Anthony concluiu: "Brave é uma ideia interessante, mas geralmente é mal visto colocar seus próprios anúncios na frente dos de outra pessoa".
Em fevereiro de 2016, Andy Patrizio da Network World revisou uma versão de pré-lançamento do Brave. Patrizio criticou os recursos do navegador como "muito primitivo", mas elogiou seu desempenho: "As páginas carregam instantaneamente. Não posso comparar as cargas de página, pois elas acontecem mais rápido do que eu posso iniciar/parar o cronômetro."
Em abril de 2016, o CEO da Associação de Jornais da América, David Chavern, disse que a proposta de substituição de publicidade da Brave "deve ser vista como ilegal e enganosa pelos tribunais, consumidores e aqueles que valorizam a criação de conteúdo". Eich respondeu enfatizando que o navegador dá "a maior parte" da receita de anúncios aos editores de conteúdo.
Em abril de 2017, a TechWorld elogiou as "grandes velocidades e controles avançados de rastreamento de anúncios" da Brave, mas disse que sua "funcionalidade de extensão continua faltando".

## Basic Attention Token

Logo do Basic Attention Token

O Basic Attention Token (BAT) é uma plataforma de troca de anúncios descentralizada e de código aberto baseada na Ethereum. A plataforma é integrada ao navegador da web Brave; não é possível usar ou acessar a plataforma de qualquer outro navegador. A Brave Payments, que antes usava o Bitcoin, permite que os usuários enviem gorjetas para sites e criadores de conteúdo (como streamers do YouTube e da Twitch) com tokens BAT, semelhante a serviços de patronagem como o Patreon.
A integração do BAT a um aplicativo envolve a implementação de BAT Ads, um sistema que exibe anúncios aos usuários com base em dados armazenados localmente. A segmentação de anúncios é realizada localmente, eliminando a necessidade de rastreamento de terceiros.
Em uma oferta inicial de moedas em 31 de maio de 2017, a BAT vendeu 1.000.000.000 de BATs para um total de 156.250 Ethereum (US $ 35 milhões) em menos de 30 segundos. Um adicional de 500.000.000 BAT foi retido pela equipe para pool de crescimento de desenvolvedores e usuários, usado para promover a adoção da plataforma.
Além disso, a equipe recebeu pelo menos US $ 7 milhões em investimentos-anjos de empresas de capital de risco, incluindo o Founders Fund de Peter Thiel, a Propel Venture Partners, a Pantera Capital, a Foundation Capital e o Digital Currency Group.
No início de dezembro de 2017, a equipe de desenvolvimento desembolsou a primeira rodada de doações para o pool de crescimento de usuários. Um total de 300.000 BAT foi distribuído para novos usuários por ordem de chegada.
Em meados de janeiro de 2018, a equipe emitiu US $ 1 milhão (US $) em tokens de BAT para os usuários em uma oferta promocional. Estas subvenções foram reclamadas no prazo de dez dias.
Em 1 de março de 2018, a empresa expandiu o suporte da Brave Payments para streamers na plataforma Twitch.tv e aumentou os subsídios do programa de referência em US $ 1 milhão (US $) no valor de BAT.
Editores notáveis que aceitam tokens do BAT incluem o Washington Post, The Guardian, NPR, LA Times, Vimeo, MarketWatch, Barron's, DuckDuckGo, Qwant, BitTorrent, Slate e Vice.
Em uma atualização futura, a Brave diz que planeja implementar o BAT Ads, um programa projetado para pagar aos usuários com BAT a visualização de anúncios como compensação por sua atenção.

### Brave Rewards
Desde abril de 2019, os usuários do navegador Brave podem optar por fazer parte do programa Brave Rewards, que envia micropagamentos de BAT tanto para sites e criadores de conteúdo quanto para os próprios usuários. Para isso, administradores de sites e influencers devem primeiro se registar no Brave como editores. Os usuários que visitam suas páginas podem escolher entre fazer contribuições sistemáticas, enviando-lhes automaticamente um valor mensal proporcional ao tempo gasto em suas visitas, ou enviar manualmente uma quantia escolhida durante o acesso da página.
Se quiserem recolher créditos de BAT, os usuários, por sua vez, devem visualizar os anúncios exibidos como notificações pelo sistema operacional de seus dispositivos. As campanhas publicitárias são organizadas conforme o histórico de navegação de cada usuário, sendo essa estratégia traçada localmente, sem transmissão de dados pessoais para fora do navegador, removendo a necessidade de uma empresa terceirizada para realizar o acompanhamento.
Somado a isso, os usuários podem ainda comprar ou vender créditos de BAT por melhor da relação do Brave com a Uphold Inc., uma empresa de câmbio digital.
A primeira versão desses micropagamentos foi lançada em 2016 e era nomeada Brave Payments, tendo como moeda principal o Bitcoin. Nela, os anúncios eram exibidos numa aba separada do navegador.